# Aricia snelleni
Aricia snelleni är en fjärilsart som beskrevs av Haar 1904. Aricia snelleni ingår i släktet Aricia och familjen juvelvingar. Inga underarter finns listade i Catalogue of Life.